# Yoshimizu-jinja
Yoshimizu-jinja (吉水神社) est un sanctuaire shinto situé sur le mont Yoshino dans le district de Yoshino de la préfecture de Nara au Japon. Il est consacré à l'empereur Go-Daigo et au samouraï Kusunoki Masashige.
En 2004, le sanctuaire est intégré à la liste du patrimoine mondial de l'UNESCO sous l'appellation « sites sacrés et chemins de pèlerinage dans les monts Kii ».

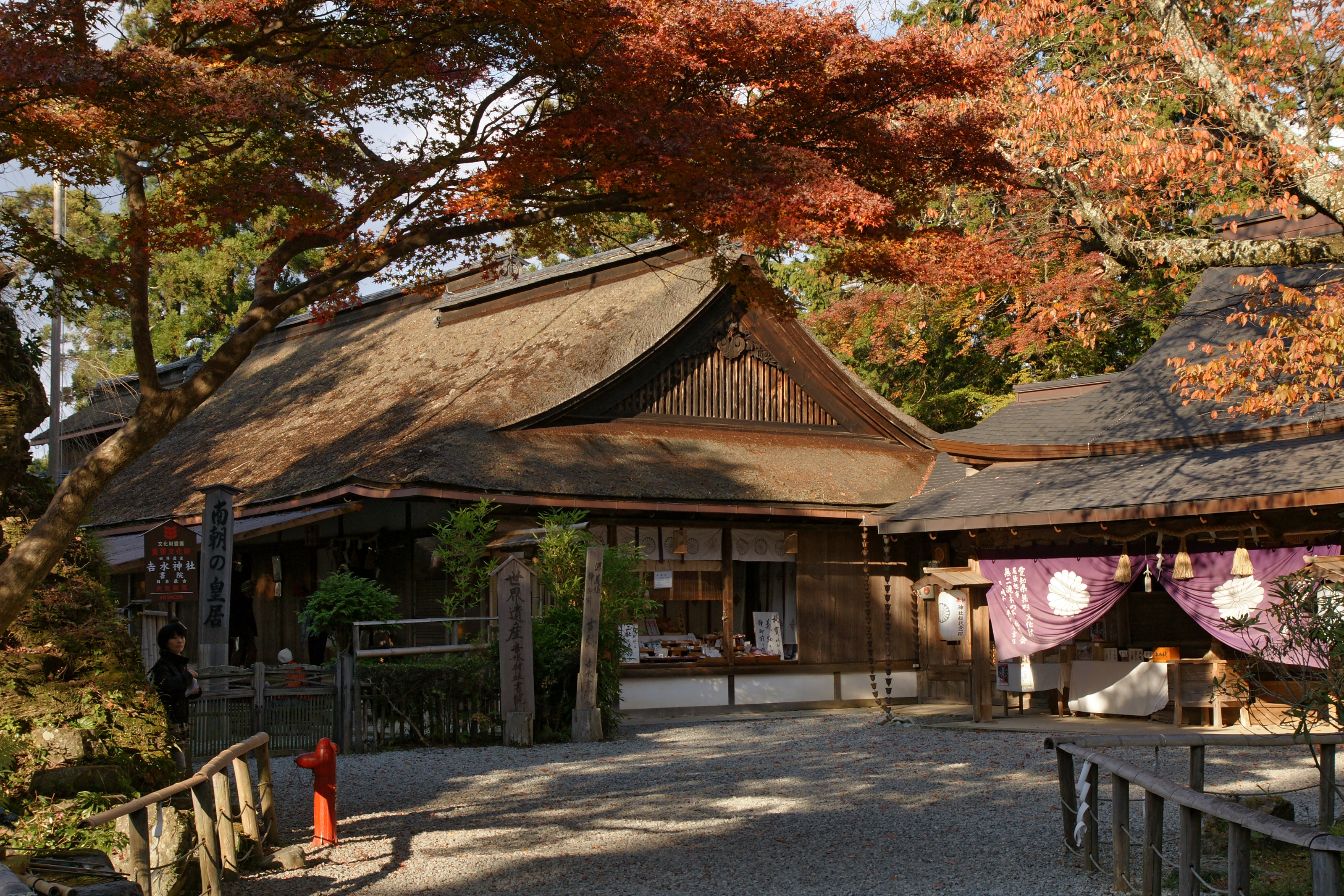
Shoin (bien culturel important du Japon).

## Source de la traduction
- (en) Cet article est partiellement ou en totalité issu de l’article de Wikipédia en anglais intitulé « Yoshimizu-jinja » (voir la liste des auteurs).